# Anne Monson
Lady Anne Monson (Darlington (Engeland), 25 juni 1726 – Calcutta , 18 februari 1776), ook bekend als Lady Anne Hope-Vere, was een Engelse botanicus en verzamelaar van planten en insecten. Het plantengeslacht Monsonia werd door Carolus Linnaeus naar haar vernoemd.

## Leven
Ze werd geboren als Anne Vane en was de dochter van Henry Vane, 1e graaf van Darlington, en zijn vrouw, Lady Grace Fitzroy. Ze was een achterkleinkind van Charles II. Haar tante, ook genoemd Anne Vane, was een koninklijke maîtresse.
In 1746 trouwde ze met Charles Hope-Vere van Craigiehall, met wie ze twee zonen kreeg. Het huwelijk werd in 1757 ontbonden via een parlementswet, nadat ze een buitenechtelijk kind had gekregen. Over de vader van dit kind zijn geen gegevens bekend.
Later, in 1757, hertrouwde ze met kolonel George Monson uit Lincolnshire. Omdat haar echtgenoot een militaire loopbaan had bij het Indiase leger, woonde ze grotendeels in Calcutta, waar ze een prominente positie verwierf binnen de Anglo-Indiase gemeenschap.
Ze stierf in Calcutta op 18 februari 1776.

## Plantkunde
Lady Anne had al vóór haar aankomst in India een sterke interesse in natuurhistorie. Reeds in 1760 stond ze binnen de botanische gemeenschap bekend als een ‘opmerkelijke vrouwelijke botanicus’.
Volgens haar tijdgenoot J.E. Smith hielp ze James Lee bij de vertaling van Linnaeus’ Philosophia Botanica, het eerste werk waarin Linnaeus’ classificatiesysteem werd toegelicht voor een Engelstalig publiek. Lee publiceerde het boek in 1760 onder zijn eigen naam en verwees naar Lady Anne slechts anoniem in het voorwoord. Enkele jaren later werd Lady Anne voorgesteld aan de Deense entomoloog Johan Christian Fabricius, een leerling van Linnaeus. In latere correspondentie met Linnaeus verwijst James Lee expliciet naar Lady Anne.
In 1774 maakte Lady Anne op weg naar Calcutta een tussenstop bij Kaap de Goede Hoop, waar ze Carl Peter Thunberg ontmoette – een leerling van Linnaeus en een ervaren verzamelaar van Zuid-Afrikaanse planten. Thunberg vergezelde haar tijdens meerdere expedities in de omgeving van Kaapstad. Als blijk van waardering gaf zij hem een ring als herinnering. In datzelfde jaar werden exemplaren van Monsonia, een bloeiende struik, naar Kew Gardens gestuurd.

## Nalatenschap
Een van de Zuid-Afrikaanse planten die Lady Anne verzamelde, werd door Linnaeus vernoemd tot Monsonia.